# Mário Saiegh
Mário Saiegh (Caió,19 de janeiro de 1961) é um político guineense. Foi Secrétário de Estado da Ordem Pública entre 2019 e 2020 no governo liderado por Aristides Gomes.É proprietário da empresa de segurança “MASA SEGURANÇA”.

## Formação e carreira académica
Formou-se na “Filosofia Marxista Leninista” de 1981 a 1983, pela Escola Superior de Política Ernest Telma em Erfurt, antiga República Democrática Alemã. Frequentou o curso de segurança privada em Portugal na Escola de formação profissional da SONASA, em Lisboa.

## Carreira política
Começou a atividade política em 1975, ingressando nos pioneiros “Abel Djassi”. Foi chefe do departamento central de pessoal e formação de quadros do ministério do Interior, entre 1988 a 1990. Co-Fundador da empresa SONASA-GB, uma empresa luso-guineense de segurança e sanidade. Conselheiro do Primeiro-ministro, Aristides Gomes, para área da defesa e segurança. Em 2014 (IX legislatura) foi eleito deputado da nação na região de Cacheu.